# Mã ngôn ngữ
Mã ngôn ngữ là mã gán chữ cái và/hoặc chữ số làm yếu tố định danh hoặc yếu tố phân loại các ngôn ngữ. Các mã ngôn ngữ có thể được dùng nhằm tổ chức các bộ sưu tập trong thư viện hoặc các bản trình bày dữ liệu, nhằm chọn đúng bản địa phương hoá và bản dịch trong điện toán hay dùng như cách tốc ký thay cho các tên ngôn ngữ dài dòng.

## Hệ thống mã thông dụng
Dưới đây là danh sách liệt kê một số hệ thống mã ngôn ngữ thông dụng:
| Hệ thống           | Ghi chú | Ví dụ | Ví dụ |
| Hệ thống           | Ghi chú | Mã cho tiếng Anh | Mã cho tiếng Việt |
| ------------------ | --- | --- | --- |
| ISO 639            | Tiêu chuẩn ISO nguyên thủy từ năm 1967 đến năm 2002. Tiêu chuẩn lạc hậu này đã bị ISO 639‑1, ISO 639‑2, và ISO 639‑3 thay thế. Thỉnh thoảng người ta vẫn dùng tên gọi này nhằm chỉ tất cả các mã ISO 639.                                              | - eng – mã gồm ba chữ cái - enm – Tiếng Anh Trung cổ, khoảng năm 1100–1500 - ang – Tiếng Anh cổ, khoảng năm 450–1100 - cpe – các thứ tiếng creole và tiếng bồi dựa trên tiếng Anh - EN – mã gồm hai chữ cái in hoa của Anh hoặc Mỹ (nguồn: Thư viện Quốc hội Mỹ) | không có |
| ISO 639-1          | Đây là hệ thống mã ngôn ngữ hai chữ cái, được ban hành chính thức vào năm 2002, bao gồm 136 mã. Nhiều hệ thống vẫn đang sử dụng hệ thống mã của ISO 639‑1 và sử dụng thêm các mã ba chữ cái của tiêu chuẩn ISO 639‑2 codes trong trường hợp cần thiết. | - en (trích từ Danh sách mã ISO 639-1) | - vi – tiếng Việt |
| ISO 639-2          | Hệ thống mã ngôn ngữ gồm 464 mã. | - eng – mã gồm ba chữ cái - enm – tiếng Anh Trung cổ, khoảng năm 1100–1500 - ang – tiếng Anh cổ, khoảng năm 450–1100 - cpe – các thứ tiếng creole và tiếng bồi dựa trên tiếng Anh (trích từ Danh sách mã ISO 639-2) | - vie – tiếng Việt |
| ISO 639-3          | Đây là sự mở rộng của ISO 639‑2 nhằm bao quát toàn bộ các ngôn ngữ đã được biết trên thế giới, bao gồm các ngôn ngữ còn sống hay đã chết, ngôn ngữ nói hay ngôn ngữ viết. Có 7.589 mã.                                                                 | - eng – mã gồm ba chữ cái - enm – tiếng Anh Trung cổ, khoảng năm 1100–1500 - aig – tiếng Anh creole ở Antigua và Barbuda - ang – tiếng Anh cổ, khoảng năm 450–1100 - svc – tiếng Anh creole ở Saint Vincent và Grenadines - khác (trích từ Danh sách mã ISO 639-3) | - vie – tiếng Việt |
| Ethnologue cũ      | Hệ thống mã SIL gồm những mã được tạo ra để dùng trong xuất bản phẩm Ethnologue của SIL International. Hiện nay Ethnologue đang dùng mã ngôn ngữ theo tiêu chuẩn ISO 639‑3.                                                                            | | VIE |
| Thẻ ngôn ngữ IETF  | Quy định chi tiết trong RFC 5646 và RFC 4647 | - en – tiếng Anh, đây là mã ISO 639 ngắn nhất dành cho tiếng Anh - en-US – tiếng Anh Mỹ (US là mã quốc gia theo ISO 3166-1 dành cho Mỹ) (nguồn: Bản ghi nhớ IETF) | vi – tiếng Việt |
| LS‑2010            | Loại mã ngôn ngữ gồm hai chữ số cộng với từ một đến sáu chữ cái. Hệ thống mã này được ấn hành năm 2000, được cập nhật năm 2010 và hiện gồm trên 32.000 mã.                                                                                             | (trích từ Cây cấp bậc mã Linguasphere-2010, như sau:) - 5= Khu dòng dõi (phylosector) Ấn-Âu - 52= Vùng dòng dõi (phylozone) German - 52-A Tập hợp (set) German - 52-AB Tiếng Anh + chuỗi (chain) Angles-Creole - 52-ABA Lưới (net) Anh - 52-ABA-c Ngoại đơn vị (outer unit) Tiếng Anh toàn cầu 52-ABA-ca đến 52-ABA-cwe (186 biến thể) so sánh: Ngoại đơn vị 52-ABA-a Tiếng Scotland + Tiếng Northumbria Ngoại đơn vị 52-ABA-b "Angles-Anh" | (trích từ The Linguasphere Register Part 2, 4= Eurasia geosector, zones 45 to 49, như sau:) - 4= Khu địa lý (geosector) Á-Âu - 6= Vùng địa lý (geozone) Nam Á - 46-E Tập hợp Việt-Mường - 46-EB Chuỗi Việt - 46-EBA Lưới Việt - 46-EBA-a Ngoại đơn vị Tiếng Việt 46-EBA-aa đến 46-EBA-aah (9 biến thể) |
| Mã ngôn ngữ Verbix | Loại mã được xây dựng dựa trên mã SIL cũ nhưng có bổ sung thông tin. | | |